# SSDN
 Der er for få eller ingen kildehenvisninger i denne artikel, hvilket er et problem. Du kan hjælpe ved at angive troværdige kilder til de påstande, som fremføres i artiklen.

State Security Department of North Korea (SSDN) er den vestlige betegnelse for Nordkoreas officielle statsefterretningsvæsen, der hører under Ministeriet for Offentlig Sikkerhed i Den Demokratiske Folkerepublik Korea. Der går rygter om, at den driver fængselslejre for politiske fanger, bl.a. den berygtede Yodok-lejr og den såkaldte Camp 22, hvor Amnesty International påstår, at der udføres tortur.
SSDN er kendte af turister, der har besøgt Nordkorea for at være høje velvoksne koreanske mænd, der går i sort jakkesæt og kører hurtigt rundt i store sorte biler med tonede ruder. Træningen for statslivvagter i SSDN er benhård, og de skal bl.a. kunne modstå vand, varme, vægt og smerte. SSDN er en del af Den Koreanske Folkehær. 

## Struktur
Tjenesten er opdelt i flere forskellige afdelinger. 

### NSA
Den nationale sikkerhedstjeneste (overvågning af borgere og turister, mv.)

### FSA
NSA's magtudøvende gruppe (drift af fængsler, grænsepatruljering, eksekutionspatruljering, arrestationer for NSA, mv.)

### Sekigun
Den internationale del af sikkerhedstjenesten, som bl.a. har stået bag de mange kidnapninger i Japan og Europa og som varetager observationer i fjendtlige stater. 

### Afdeling Y
Specialenhed som samarbejder med de kinesiske og russiske efterretningstjenester udelukkende om flygtninge. Rusland, Kina og Nordkorea er alle naboer og ingen af dem har interesse i en flygtningestrøm fra Korea, eftersom Kina og Rusland ikke ønsker dem og Nordkorea ønsker at beholde deres borgere. 

### Afdeling Z
Specialenhed som udelukkende arbejder med udviklingen af kerne- og bio våben. 

### Gruppe 119
Specialenhed som udelukkende varetager sikkerheden omkring Kim Jong-Il, højtstående generaler og partimedlemmer. 

## Operationer i udlandet
Tjenesten er blevet observeret i bl.a. Sydkorea, Japan, Tyskland, England, Holland, USA og Danmark . 

### København
I juli 1983 kidnappede agenter fra tjenesten den unge japanske pige Keiko Arimoto som var på studieophold i København. Agenterne var tilknyttet som diplomater på den nordkoreanske ambassade i København . Keiko Arimoto blev bragt til Nordkorea, hvor hun skulle lære nordkoreanske agenter at tale japansk og færdes iblandt japanerne med henblik på at træne agenter til at operere i Japan. Under et topmøde mellem Japan og Nordkorea i 2006, indrømmede Nordkorea hændelsen og erklærede, at Keiko ikke lever længere og officielt døde af kulilteforgiftning i Nordkorea. 

### Sydkorea
Siden 1970 er 482 sydkoreanere blevet kidnappet af tjenesten i deres hjemland, forsvundet og forført til Nordkorea. Man har ikke hørt fra nogen af dem siden. 

### Japan
Nordkorea har indrømmet at have kidnappet i alt 13 japanere i henholdsvis Japan og Europa, hvoraf 8 i dag er døde. Tallet omfatter bl.a. den unge studerende Keiko Arimoto, som blev kidnappet i København i 1983 af nordkoreanske agenter. Det kan bekræftes, at 13 japanere er blevet kidnappet, selvom tallet menes at være langt højere i virkeligheden.[kilde mangler]
Under et topmøde mellem Japan og Nordkorea i 2006 i Pyongyang kunne den japanske premierminister tage de sidste af de 13 kidnappede med sig hjem. 8 af dem var døde, en midaldrende kok officielt af hjertetilfælde, en 13-årig skolepige ved selvmord, Keiko Arimoto af kulilteforgiftning og resten i andre mystiske trafikuheld og ulykker. 
Den 29. november 1987 stod nordkoreanske agenter bag bombningen af Korean Air Flight 858. En bombe var placeret på flyet, som detonerede over Andamanhavet. Alle 115 ombord omkom. De to agenter, som anbragte bomben steg af flyet under en mellemlanding. 

### Fodnoter
1. 1 2  "Nordkorea bortførte japansk pige i Danmark – fyens.dk – Udland". Arkiveret fra originalen 5. marts 2016. Hentet 20. februar 2011.
2. ↑  De forsvundne japanere | information.dk